# نووه میستو نا موراوی
نووه میستو نا موراوی (به چکی: Nové Město na Moravě) یک شهرک در جمهوری چک است که در ناحیه ژدار ناد سازاووو واقع شده‌است. نووه میستو نا موراوی ۱۰٬۲۰۰ نفر جمعیت دارد.